# Austrochaperina gracilipes
Austrochaperina gracilipes là một loài ếch trong họ Nhái bầu.
Nó được tìm thấy ở Úc, Papua New Guinea, và có thể cả Indonesia.
Các môi trường sống tự nhiên của chúng là các khu rừng khô nhiệt đới hoặc cận nhiệt đới, đầm nước nhiệt đới hoặc cận nhiệt đới, xavan ẩm, sông, và sông có nước theo mùa.